# Maremne
Maremne /maʁɛn/ es un país en el suroeste de las Landas de Gascuña en el departamento de las Landas.

## Descripción

### Ciudad principal
Su capital histórica fue Tosse.

### Ubicación
La Maremne se extiende desde las marismas de Orx hasta Seignosse.

### Etimología
El antiguo vizcondado de Maremne (archipresbyteratus Maritime en 1527, Annales du Midi, 1894), entre el Adur y el Océano Atlántico, que precisamente toma su nombre del adjetivo latino maritimu, «marítimo (región)»: marít(i)mu > marétme > marénme et marémne.

### Principales ciudades
Capbreton, Angresse, Saint-Vincent-de-Tyrosse, Bénesse-Maremne, Labenne, Saint Jean de Marsacq, Saint-Geours-de-Maremne, Saubrigues, Orx, Tosse, Josse, Pey

## Geografía
El Maremne corresponde al antiguo delta del Adur. Este río inestable tenía Capbreton como su estuario principal, pero se había desviado hasta Vieux-Boucau-les-Bains. Desde entonces ha sido redirigido a Bayona (Bocauau). Las marismas de Orx (Parque Natural Nacional del Marais d'Orx, entre Orx y Labenne ) son un vestigio de este antiguo delta. La Maremma limita al oeste con el Océano Atlántico y con el Seignanx al sur.

## Historia
La Maremne fue un vizcondado bajo el Antiguo Régimen. El vizconde más famoso fue Enrique IV de Francia. Abarcaba este vizcondado las parroquias de Soustons, Tosse, Saint-Vincent-de-Tyrosse, Saubion, Saint-Geours-de-Maremne, Bénesse, Angresse et Soorts. Desde 1263 pertenecía a la Casa de Albret.
La baronía de Capbreton y Labenne se distinguía de la Maremne en particular por las reglas de herencia:
– estricta igualdad como en Marensin;
mientras que la Maremne era de derecho pirenaico:
– primogenitura absoluta (sin distinción de sexo).
En la actualidad esta región forma parte, junto al Marensin, de la Comunas Maremne Adour Côte Sud (MACS).

## Economía
La Maremne produce vino de arena del viñedo Ocean Sands.